# A. B. M. Khairul Haque
Pour les articles homonymes, voir Haque.
A. B. M. Khairul Haque, né le 18 mai 1944 est un juriste bangladais, qui a été président de la Cour suprême, juge en chef et chef de la Commission juridique du Bangladesh. Acclamé pour avoir rendu des verdicts en langue bengali, il a joué un rôle central dans l'application du bengali à la Cour suprême du Bangladesh.

## Jeunesse et études
Haque est né dans le district de Madaripur le 18 mai 1944. En juillet 1975 il obtient son barrister au Lincoln’s Inn de Londres, au Royaume-Uni après avoir obtenu un baccalauréat universitaire en droit à l'université de Dacca en 1969,.

## Carrière
Le juge Khairul a été le 19e juge en chef du Bangladesh entre le 30 septembre 2010 et le 17 mai 2011. Au cours de sa carrière, il a dirigé la division d'appel en déclarant le système du gouvernement intérimaire illégal et inconstitutionnel. Il a été nommé président de la Commission juridique le 23 juin 2013 pour un mandat de trois ans et a été prolongé de trois années supplémentaires le 1er juillet 2016, puis à nouveau en 2019. Il a demandé que les soldats pakistanais soient jugés pour les crimes de guerre commis pendant la guerre de libération du Bangladesh. Il a fait cette demande lors de l'inauguration des célébrations du Jour de la Victoire au Suhrawardy Udyan à Dacca.
Le Bangladesh avait proposé la candidature de Khairul Haque au poste de juge à la Cour pénale internationale (CPI). Cette nomination a suscité des critiques de la part de groupes de défense des droits qui ont publiquement contesté la crédibilité et l'éligibilité du candidat. À la suite de l'opposition active de la société civile, le gouvernement bangladais a retiré la nomination de Haque le 29 juillet 2020.
Depuis 2015, il est devenu conseiller de First Security Islami Bank Ltd.
En 2017, Khairul Haque est devenu le seul ancien président de la Cour suprême à avoir vivement critiqué un verdict de la Cour pour défendre le pouvoir du Parlement de révoquer les juges de la Cour suprême et le pouvoir du gouvernement de contrôler le pouvoir judiciaire inférieur.

## Principaux jugements
En 2011, Haque a démis de ses fonctions un juge des cours inférieures pour actes immoraux. Ce dernier avait placé une caméra dans une chambre privée.
- Abdul Mannan Khan vs Gouvernement du Bangladesh (déclarant le gouvernement intérimaire inconstitutionnel)[10] ;
- Siddique Ahmed vs Bangladesh (suprématie de la Constitution face aux proclamations de la loi martiale)[11] ;
- Bangladesh Italian Marble Works vs Gouvernement du Bangladesh (Règlement de 1977 sur les biens abandonnés)[12].